# Episodi di The Last Kingdom (prima stagione)
La prima stagione della serie televisiva The Last Kingdom è stata trasmessa in prima visione nel Regno Unito e negli Stati Uniti d'America da BBC Two dal 22 ottobre 2015 al 10 dicembre 2015 e da BBC America dal 10 ottobre 2015 al 28 novembre 2015.
In Italia è andata in onda sul canale Premium Action della piattaforma a pagamento Mediaset Premium dal 28 ottobre al 30 dicembre 2016. Nell'edizione italiana gli otto episodi da 58 minuti l'uno sono stati rimontati in modo da formare dieci episodi di circa 45 minuti ciascuno.
| nº | Titolo originale | Titolo italiano            | Prima TV Regno Unito | Prima TV Italia  |
| -- | ---------------- | -------------------------- | -------------------- | ---------------- |
| 1  | Episode 1        | Il giovane Uhtred          | 22 ottobre 2015      | 28 ottobre 2016  |
| 2  | Episode 2        | L'ultimo re                | 29 ottobre 2015      | 4 novembre 2016  |
| 3  | Episode 3        | Ritorno a corte            | 5 novembre 2015      | 11 novembre 2016 |
| 4  | Episode 4        | Il negoziato di pace       | 12 novembre 2015     | 18 novembre 2016 |
| 5  | Episode 5        | Gli ostaggi                | 19 novembre 2015     | 25 novembre 2016 |
| 6  | Episode 6        | Il tradimento              | 26 novembre 2015     | 2 dicembre 2016  |
| 7  | Episode 7        | Bugie                      | 3 dicembre 2015      | 9 dicembre 2016  |
| 8  | Episode 8        | La conquista di Winchester | 10 dicembre 2015     | 16 dicembre 2016 |
| 9  | N/A              | La palude                  | N/A                  | 23 dicembre 2016 |
| 10 | N/A              | L'ultima battaglia         | N/A                  | 30 dicembre 2016 |

## Il giovane Uhtred
- Titolo originale: Episode 1
- Diretto da: Nick Murphy
- Scritto da: Stephen Butchard

### Trama
Nell'866, il capo danese Ragnar guida una flotta di drakkar sulla costa della Northumbria, dove uccide il figlio maggiore del signore sassone di Bebbanburg, Uhtred. Questi ingaggia Ragnar e il suo esercito per conquistare Eoferwic. I danesi fingono di essere respinti, portando le riserve dell'esercito sassone ad attaccare, solo per essere aggirate da una forza nascosta di danesi. Uhtred viene ucciso e suo figlio di 10 anni, che si chiama anche lui Uhtred, viene fatto prigioniero e schiavo da Ragnar assieme ad una ragazza sassone di nome Brida. Successivamente, il ragazzo salva Thyra, la figlia di Ragnar, da Sven, figlio di Kjartan, uno dei capitani delle navi di Ragnar. Sven è accecato da un occhio come punizione e Kjartan viene bandito. Come ricompensa il giovane Uhtred e Brida vengono adottati nella famiglia di Ragnar e cresciuti come danesi e pagani. In età adulta, Uhtred e Brida assistono all'assassinio di Ragnar, quando la sala da pranzo viene bruciata da un vendicativo Kjartan e suo figlio Sven. Solo Thyra sopravvive e viene catturata. Uhtred decide di reclamare le sue terre ed il titolo, usurpati da suo zio Aelfric, ora alleato con i danesi.